# Newark (Missouri)
Newark è un villaggio degli Stati Uniti d'America della contea di Knox nello Stato del Missouri. La popolazione era di 94 persone al censimento del 2010.

## Geografia fisica
Newark è situata a 39°59′36″N 91°58′24″W (39.993376, -91.973265).
Secondo lo United States Census Bureau, ha un'area totale di 0,32 miglia quadrate (0,83 km²).

## Storia
Newark è stata progettata nel 1836. La comunità prende il nome dalla città di Newark nel New Jersey.

## Società

### Evoluzione demografica
Secondo il censimento del 2010, c'erano 94 persone.

### Etnie e minoranze straniere
Secondo il censimento del 2010, la composizione etnica del villaggio era formata dal 90,4% di bianchi, il 2,1% di afroamericani, l'1,1% di nativi americani, e il 6,4% di due o più etnie. Ispanici o latinos di qualunque etnia erano l'1,1% della popolazione.